# Centre cynégétique de Zéralda
Pour les articles homonymes, voir CCZ.
Le Centre cynégétique de Zéralda (CCZ) est un établissement public à caractère scientifique et technologique algérien de recherche situé dans la forêt de Zéralda dans la commune de Zéralda à Alger.

## Localisation
Le Centre cynégétique de Zéralda est située à 30 kilomètres à l'ouest d'Alger, à 50 kilomètres à l'est de Tipaza et à 2 kilomètres de la Méditerranée. Il est localisé au sud de la forêt de Zéralda dans la Mitidja de la Basse Kabylie.

## Historique

### Création

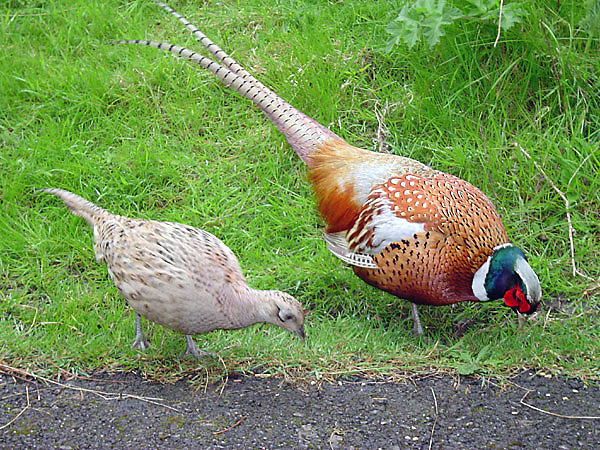
Faisan de Colchide (Phasianus colchicus).

L'idée de créer une réserve de chasse dans les alentours d'Alger remonte aux années 1960 dans le cadre du développement rural et environnemental.
Le choix s'est porté en 1969 sur la Forêt des planteurs de Zéralda pour abriter cette aire protégée.
C'était la première fois qu'un aménagement spécifique pour la chasse est envisagé sur une superficie de 19 hectares.
L'absence de station de production et d'élevage du gibier a incité les techniciens à sa création à le destiner pour accueillir des faisans en provenance de France.
C'est tout naturellement que cette station de production a pris le nom «Faisanderie de Zéralda».

### Évolution
Le décret no 83-76 du 8 janvier 1983, portant création d'un centre cynégétique à Zéralda, a érigé cette station de gibier en centre cynégétique ayant pour vocation le maintien de la biodiversité, l'équilibre des écosystèmes et le respect de l'environnement.
Le ministère de l'Agriculture et du Développement rural et la direction générale des forêts ont procédé, en 2012, à la mise en place d'une cellule consacrée au cerf de Barbarie, présidée par le centre cynégétique de Zéralda,.
Cet établissement est actuellement spécialisé dans le développement de la chasse et des activités y afférentes, en axant sa démarche sur les espèces cynégétiques, tout en prenant en charge d'autres espèces dans le cadre d'actions ponctuelles.
Les principales espèces de gibier produites actuellement sont le faisan commun, la perdrix gambra, la perdrix choukar et la caille japonaise.

## Missions
Les missions de ce centre cynégétique se résument en la production d'espèces cynégétiques ou exotiques en vue d'enrichir le patrimoine cynégétique national, la promotion et le développement de la cynégétique par la sélection des espèces cynégétiques locales et l'introduction de nouvelles espèces et leur acclimatation, l'impulsion et l'organisation de la recherche en matière de cynégétique, notamment dans le domaine alimentaire et sanitaire, et la participation à l'organisation des lâchers et le suivi de ces opérations en vue de tirer les enseignements de l’introduction de ce gibier.
Ces missions sont accomplies en collaboration avec les autres centres cynégétiques de Tlemcen et Réghaïa.

## Programmes de recherche
Ces programmes de recherche se résument à la réhabilitation du cerf de Barbarie, la sélection d'une lignée de perdrix gambra, le renforcement du gibier naturel par d'autres espèces, la vulgarisation de la coturniculture, la sensibilisation et éducation environnementale, et la diffusion et vulgarisation des résultats.

### Cerf de Barbarie

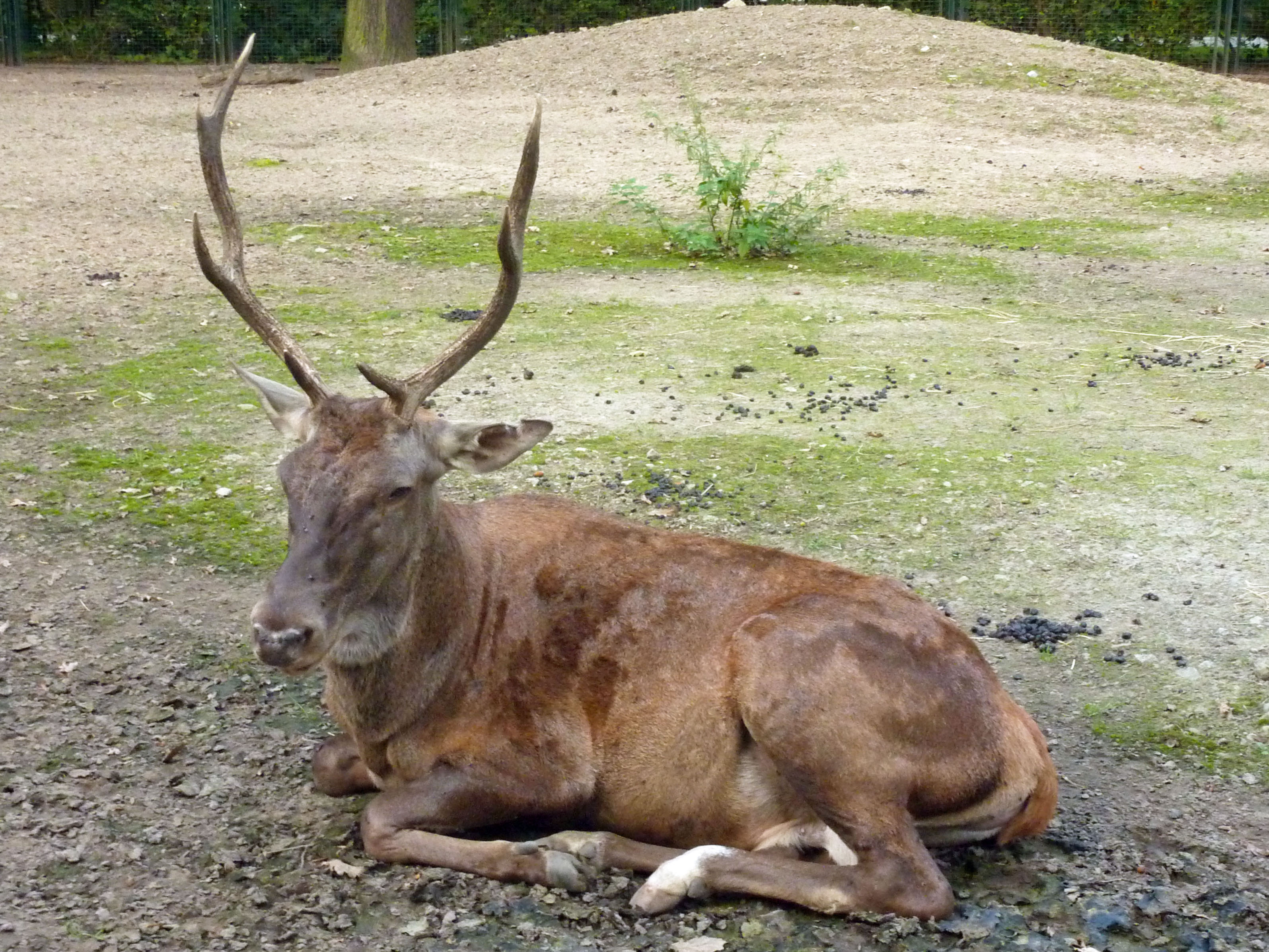
Cerf de Barbarie (Cervus elaphus barbarus benetti).

Le cerf de Barbarie (Cervus elaphus barbarus benetti) est élevé dans la forêt de Zéralda.
C'est un grand cervidé de la sous-espèce du cerf élaphe présent dans les forêts d'Algérie, et il est au bord de l'extinction en tant que seul représentant de la famille des Cervidae en Afrique. Ce cerf élaphe de Barbarie est plutôt diurne mais mange souvent la nuit dans les champs et prairies comme une espèce crépusculaire et nocturne, où il s'alimente en tant qu'herbivore et ruminant. Il préfère le sapin (Abies alba) à l'épicéa (Picea abies), ainsi que le bois dont il mange les bourgeons et les jeunes pousses des arbres et arbustes, sauf les épineux qu'il évite.
L'idée de sa réintroduction dans son ancienne aire de répartition s'est concrétisée à partir de 1996 pour le développement de l'espèce, parachevée par la suite par des lâchers effectués au niveau des forêts algériennes.
Donc la première étape de ce programme cerf de Barbarie, qui a été confié au centre cynégétique de Zéralda, avait consisté en sa multiplication en intensif et le suivi de sa biologie et de son comportement au niveau de l'unité d'élevage du centre cynégétique.
Cette unité a fourni des éléments intéressants sur la biologie de l'espèce, la dynamique des populations, l'analyse des paramètres zootechniques, la pathologie et la prophylaxie du cerf de Barbarie en captivité.

### Faisan commun

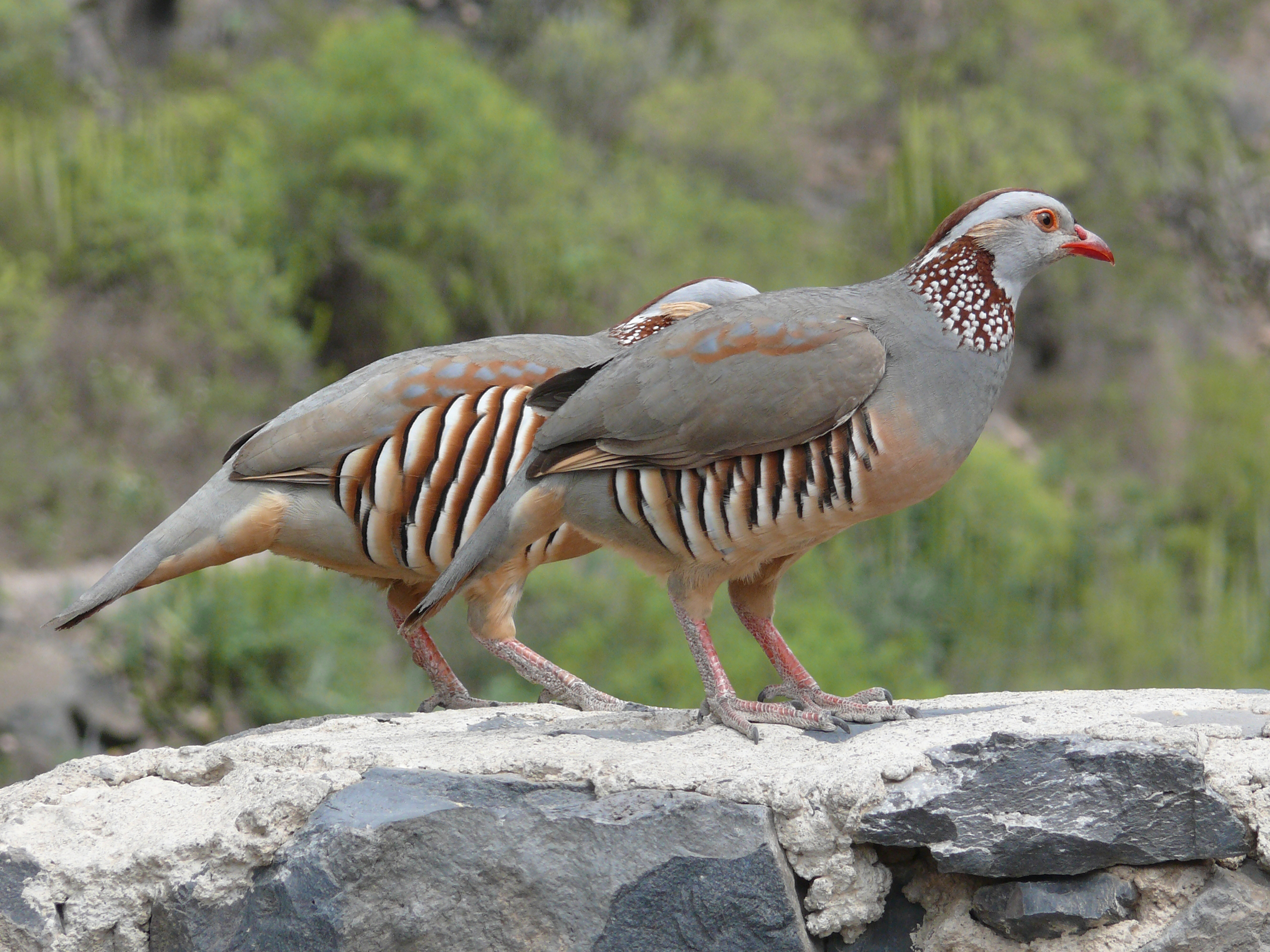
Perdrix gambra (Alectoris barbara) (Hadjela حجلة).

Le faisan commun est produit dans ce centre cynégétique.
Il y est élevé comme gibier, en grande cage et en semi-liberté, pour le relâcher dans les différentes forêts algériennes.
Depuis 1970, la mise en place des premières populations du faisan commun (Phasianus colchicus) et son élevage sont assurés au niveau de cet établissement où un schéma de sélection a été mis en œuvre pour l'amélioration de ses performances biologiques (ponte, couvaison et croissance).
Au vu de son potentiel biologique intéressant, les essais de lâchers effectués dans plusieurs sites pilotes algériens ont permis de valider la lignée et ont donné des résultats encourageants.
Après 16 semaines de leur éclosion, ces faisans d'origine asiatique sont lâchés à travers les forêts algériennes.

### Perdrix gambra

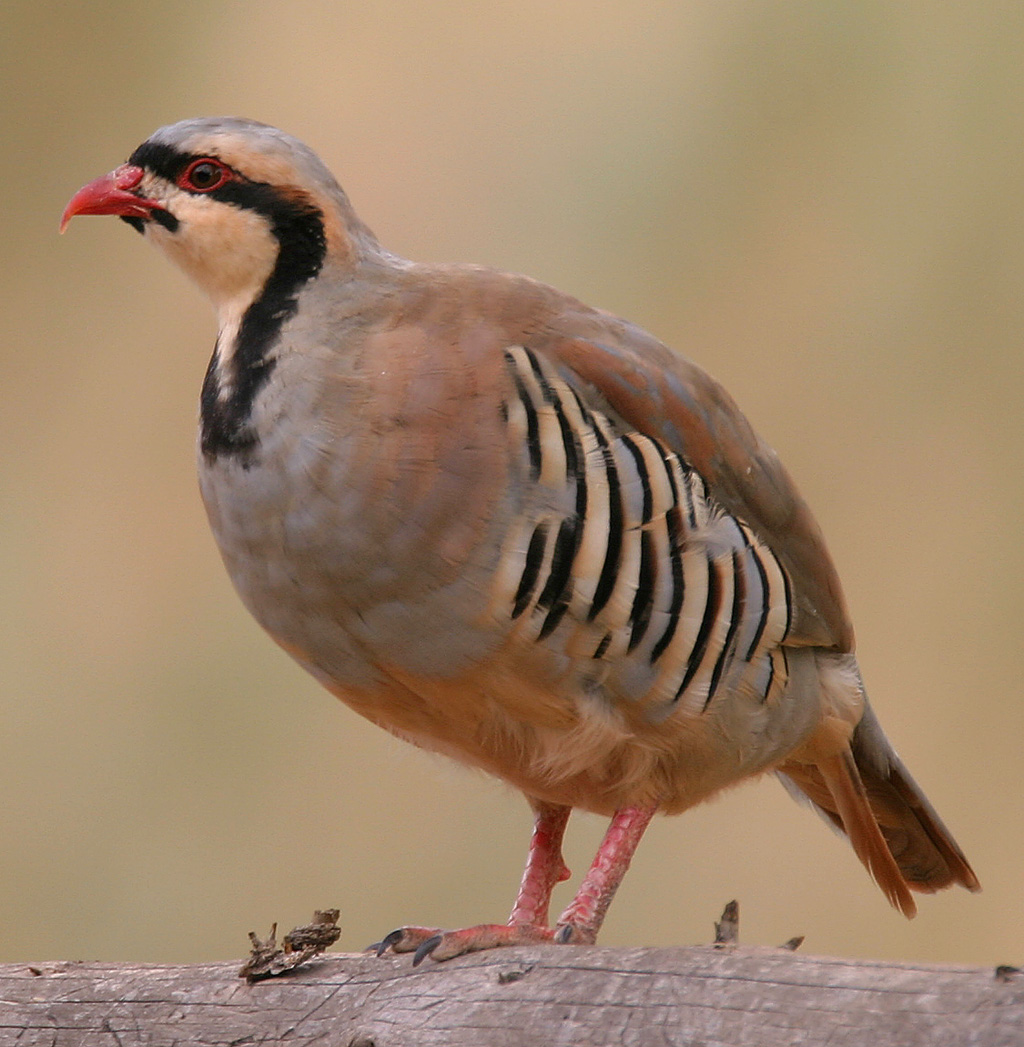
Perdrix choukar (Alectoris chukar) (Hadjela حجلة).

La perdrix gambra est produite dans ce centre cynégétique.
Elle y est élevée comme gibier, en grande cage et en semi-liberté, pour la relâcher dans les différentes forêts algériennes.
Plusieurs lâchers de cette perdrix gambra sont ainsi effectués conjointement entre les conservations des forêts dans les wilayas et le centre cynégétique de Zéralda, conformément à des protocoles expérimentaux retenus pour les zones forestières.
Les perdrix gambra sont baguées avant d'être lâchées dans ces zones forestières, et ce afin de les distinguer de l'espèce locale de perdrix, car étant d'origine africaine, elle s'adapte parfaitement aux régions côtières algériennes.

### Perdrix choukar

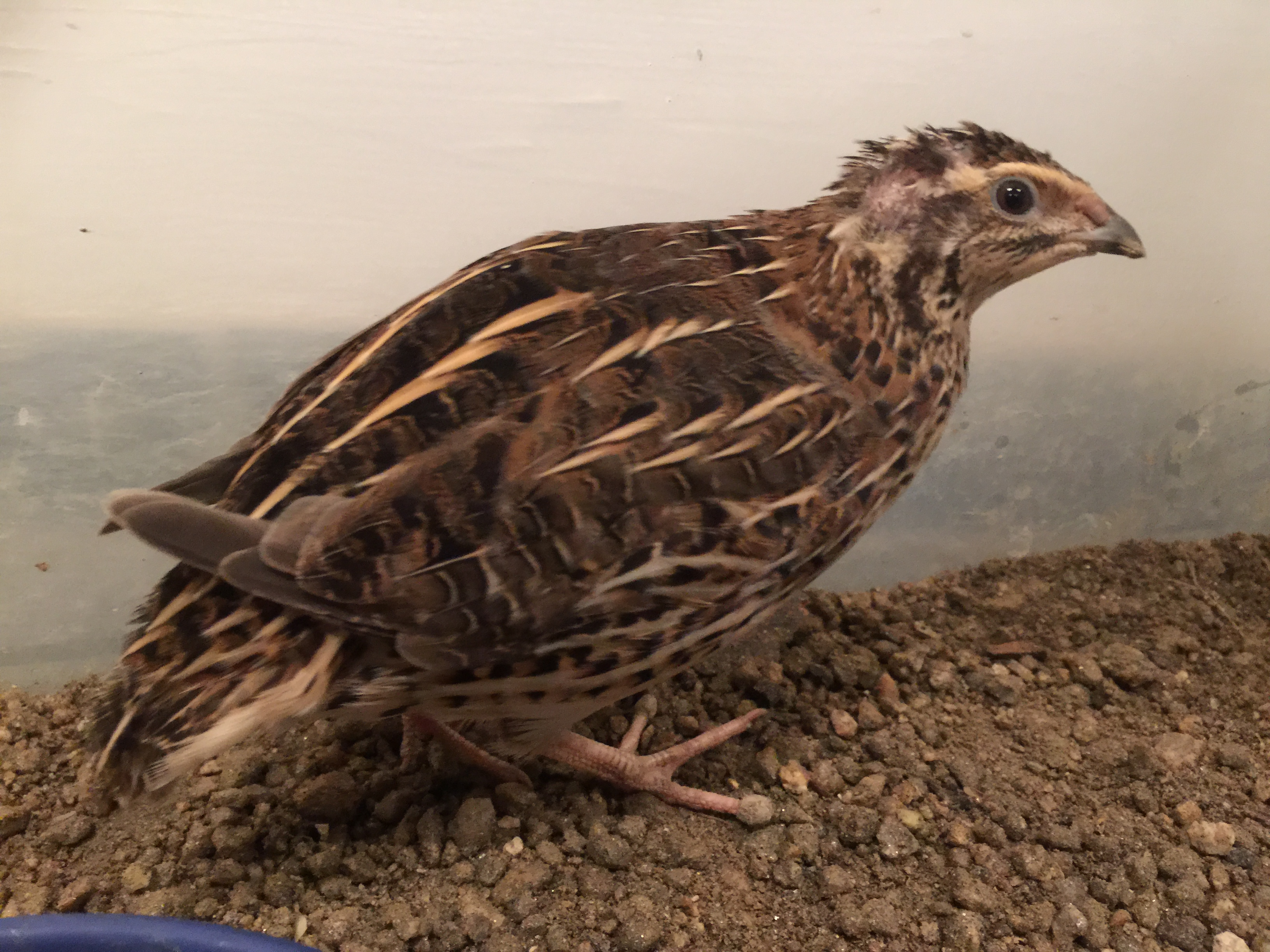
Caille japonaise (Coturnix japonica) (Azziya عزية).

La perdrix choukar est produite dans ce centre cynégétique.
Elle y est élevée comme gibier, en grande cage et en semi-liberté, pour la relâcher dans les différentes forêts algériennes.
Cette perdrix choukar est acheminée vers des sites forestiers disposant de plusieurs enclos où elles sont enfermées avant les lâchers, et des incubateurs devant servir à la reproduction rapide de ces perdrix sont en passe d'être installées dans différentes wilayas.

### Caille japonaise
La caille japonaise est produite dans ce centre cynégétique.
Elle y est élevée comme gibier, en grande cage et en semi-liberté, pour la relâcher dans les différentes forêts algériennes.
Dans le cadre de la vulgarisation de la coturniculture, cette caille du Japon (Coturnix japonica) y est reproduite avec une bonne expérience acquise dans ce domaine transmise aux petits éleveurs.

## Publications
Ce centre cynégétique diffuse les informations acquises à travers « La Lettre cynégétique », bulletin à parution semestrielle, ainsi que sa participation aux différentes rencontres scientifiques à travers le territoire algérien pour sensibiliser les responsables locaux, chargés de la conservation, de l’enjeu de la biodiversité faunistique.

### Recherche forestière
- Institut national de recherche forestière (INRF)
- Centre national de baguage (CNB)
- Centre cynégétique de Réghaïa (CCR)